# Шведско-дански ратови
Шведско-дански ратови вођени су у 16. и 17. веку на копну и мору, ради стицања и одржавања превласти у подручју Балтика. Династичке супротности и борбе око превласти између Данске и Шведске постојале су и раније, али су се нарочито заоштриле тек другом половином 16. века кад почињеда опада моћ Ханзе.
У северном седмогодишњем рату (1563—1570) почињу први сукоби између шведских и савезничких данско-либечких поморских снага. Тад је Шведска ојачала свој положај на мору, углавном на рачун Ханзе, али је Данска, захваљујући својој флоти успела да одржи своје поседе у јужном делу Скандинавског полуострва и острвцима Готланду и Сарему, а тиме и превласт у Балтичком мору. У Калмарском рату (1611—1613) Данци су успели да заузму Калмар и Јетеборј, а Швеђани у савезу са Холандијом и Либеком да спрече даље продирање Данаца.
Шведско-дански ратови:
- Торстенсен рат 1643-1645
- Рат 1657-1658.
- Рат 1675-1679